# Sibiril
Sibiril település Franciaországban, Finistère megyében. Lakosainak száma 1154 fő (2022. január 1.). Sibiril Cléder, Plougoulm és Tréflaouénan községekkel határos.

## Népesség
A település népessége az elmúlt években az alábbi módon változott:
| Lakosok száma | 1351 | 1243 | 1200 | 1218 | 1234 | 1220 | 1208 | 1196 | 1182 | 1154 |
|               | 1968 | 1982 | 1990 | 2006 | 2013 | 2015 | 2017 | 2019 | 2020 | 2022 |